# InuYasha: Tenka Hadō no Ken
InuYasha: Tenka Hadō no Ken (映画犬夜叉 天下覇道の剣, Eiga Inuyasha: Tenka Hadō no Ken) é o terceiro filme da série InuYasha. Foi lançado no Japão em 20 de dezembro de 2003.

## Enredo
Duzentos anos antes da história original, o pai de InuYasha e Sesshomaru morre ao salvar Izayoi (mãe de InuYasha) das garras de Setsuna no Takemaru. Resta então a Myouga, Toutousai e Saya que realizem o desejo do líder dos cães em relação ao destino a ser dado a suas espadas. Tessaiga foi enterrada junto ao mestre; ficou como herança de InuYasha, que a receberia ao ter idade suficiente para manejá-la. Tenseiga foi herdada pelo filho mais velho, Sesshomaru. Porém, a mais perigosa das espadas, Soounga, não tinha destino certo. Os três yōkais cogitaram entregá-la a Sesshomaru, mas não o fizeram porque tinham medo dele. A solução encontrada foi lacrar a espada com os poderes de Saya.
A espada Soounga reaparece somente nos dias atuais, no templo dos Higurashi. Ao sentir a presença de InuYasha, Soounga desperta de seu sono, possui InuYasha e volta à era feudal. Lá, ela ressuscita Takemaru e o possui como havia feito com InuYasha. O objetivo da espada e de Takemaru é se vingar do líder dos cães; como ele já está morto, querem matar seus dois filhos.
Para poder derrotar Soounga, InuYasha e Sesshomaru foram forçados a lutar juntos, pois apenas  o poder combinado da Tessaiga e da Tenseiga era capaz de derrotá-la.

## Recepção
Rebecca Bundy do Anime News Network elogiou o filme por ele acrescentar coisas novas a série, como a revelação da história do pai de InuYasha e Sesshomaru, dizendo que esse filme foi melhor que os anteriores por conta disso; ela acrescentou que um filme que se baseia totalmente no anime é apenas "um episódios mais comprido" do que o habitual. Escrevendo para o T.H.E.M. Anime Reviews, Stig Høgset deu uma opinião contrária, afirmando que os dois primeiros filmes, e inclusive o quarto, pareciam um pouco melhor do que esse. Høgset disse que Tenka Hadou no Ken teria sido bom para a série de televisão, mas que como filme é "abaixo da média". O filme foi definido como um "pouco mais do que fan service para os amantes de Sesshomaru" por Luis Cruz do Mania Entertainment.